# Acropora monticulosa
Acropora monticulosa är en korallart som först beskrevs av Friedrich Brüggemann 1879.  Acropora monticulosa ingår i släktet Acropora och familjen Acroporidae. IUCN kategoriserar arten globalt som nära hotad. Inga underarter finns listade i Catalogue of Life.